# 小田氏治

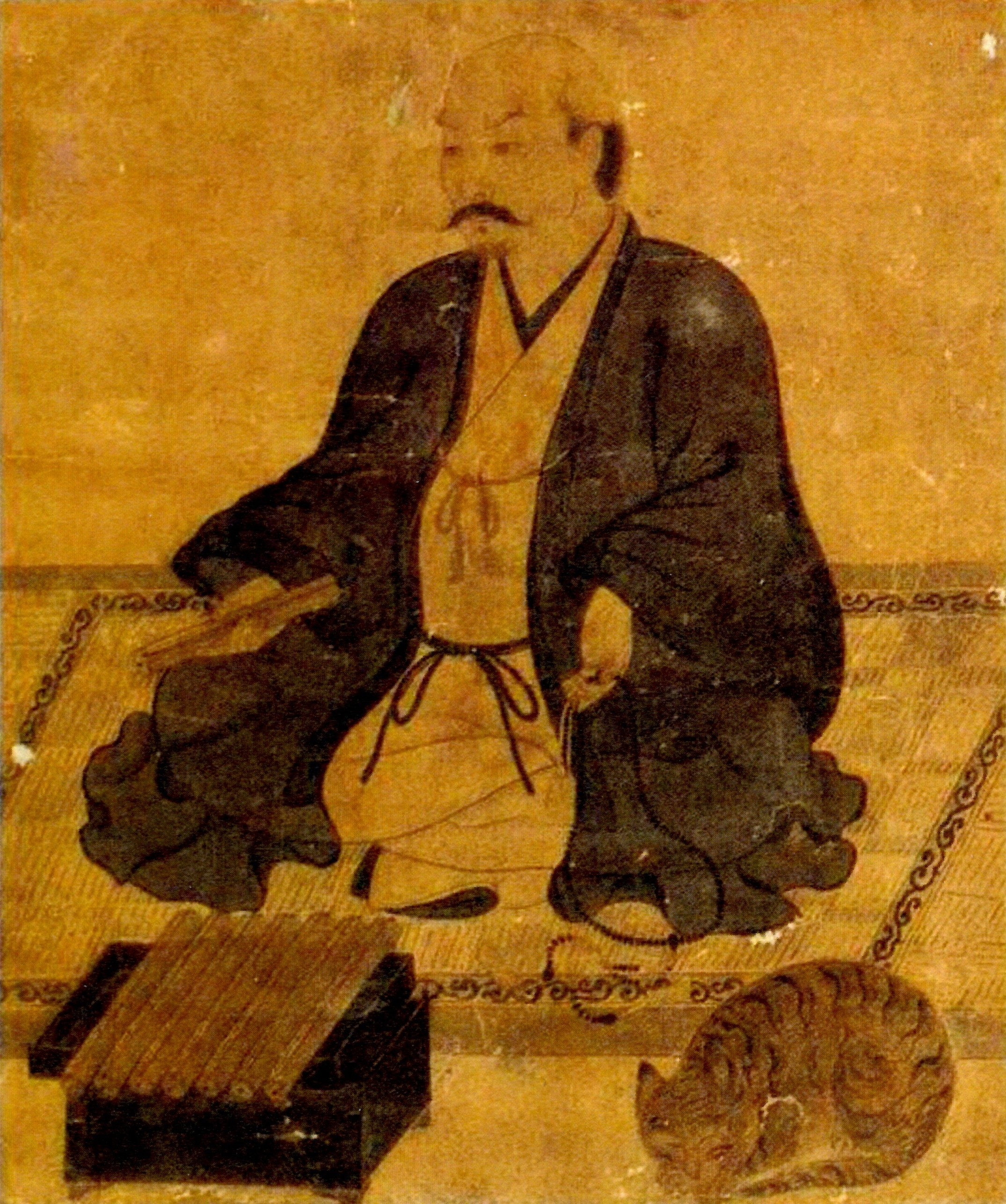
小田氏治畫像

小田氏治（日语：／ Oda Ujiharu，1531年3月12日或1534年—1602年1月6日），日本戰國時代及安土桃山時代常陸的武將、戰國大名。
父親小田政治於天文17年（1548年）7月22日56歲去世後，繼承小田氏的家督。氏治最大的敵人，為下總國結城城主結城政勝。同年，小田氏配下勇敢善戰的真壁城主真壁久幹，被結城政勝的家臣水谷治持說服倒戈至結城方，小田氏的實力遭到削弱。8月，政勝降伏下妻城主多賀谷政經，強化結城家的實力。此外，更與相模北条氏康交好，獲得北条家支持。

## 生涯

### 与结城政胜交战
弘治元年（1555年），小田氏治聯合常陸太田城主佐竹義昭共同出兵，進攻與北条氏康通好的結城政勝。翌年弘治2年（1556年）2月5日，結城政勝聯合北条氏康的援軍，武藏岩付城主太田資正及江戶城主遠山綱景，入侵小田領地。氏治於海老之島迎擊但不幸敗北，除海老之島城以外，居城小田城也被奪走。氏治退往土浦城。但是，企圖染指常陸的北条氏康，為了制衡常陸北部的佐竹義昭，於是與氏治和解。8月24日，氏治在北条氏的協助下，擊敗結城氏奪回小田城。

### 與佐竹義昭的爭戰
弘治3年（1557年）2月下旬，佐竹義昭聯合下妻城主多賀谷政經，進攻小田家家臣平塚自省據守的海老之島城。3月，氏治進攻下妻城，但與來援的佐竹義昭戰於黑子地區，但不幸敗北，退往土浦城。永祿2年（1559年）4月，氏治的家臣土浦城主菅谷政貞率兵將小田城奪回。
永祿2年（1559年）8月，宿敵結城政勝以56歲病死，兒子結城明朝也患痘病危，氏治於9月趁機進攻結城城。但遭到下野國小山高朝（結城政勝之弟）聯合結城城軍、小山氏抵抗，更被有「鬼真壁」之稱的真壁氏幹（真壁久幹之子）擊退。氏治遭到逆襲，9月北条城被結城氏奪取，海老之島城也被佐竹、多賀谷聯軍攻陷，城將平塚自省戰死。

### 勢力擴大
永祿3年（1560年），越後上杉謙信受關東諸將邀請，出兵討伐北条氏康。氏治及關東諸將紛紛倒向上杉謙信，而結城政勝亡故後，新任結城氏當主結城晴朝持續與北条氏康締盟。永祿4年（1561年）1月，氏治聯合佐竹義昭、小山秀綱（小山高朝之子）共7千兵力進攻結城城，結城氏的有力家臣多賀谷政經反叛結城家，結城晴朝遭到孤立，僅剩結城城本丸，因而降伏。
永錄4年（1561年），越後上杉謙信率領關東諸將討伐北条氏康，並圍攻小田原城。氏治也參與圍攻，但因無法攻陷小田原城，謙信於是返回越後。同年，氏治為奪回海老之島城而進攻宍戶入道。翌年永祿5年（1562年）6月，氏治受到北条氏康的勸誘，自上杉方倒向北条方。此時，氏治與常陸中部的府中城主大掾貞國採敵對立場，而大掾貞國與佐竹義昭有親戚關係，因而獲得佐竹的支援。永祿6年（1563年）2月，上杉謙信再次出兵關東，佐竹義昭率兵小山地區與上杉會合，氏治於是乘隙進攻留守的大掾貞國，在三村之戰中擊敗了貞國，並與下野國的那須資胤、結城晴朝結盟，共同抵抗佐竹義昭。

### 與上杉謙信爭戰
永祿7年（1564年）4月，佐竹義昭、宇都宮廣綱、真壁氏幹連署向上杉謙信告發氏治的背叛行徑，氏治原本認為上杉軍不會來襲。但謙信回復「必定出馬」，並於27日入侵小田領地。氏治對於謙信的進軍速度估算錯誤，因此對於上杉軍來襲措手不及，僅率3千餘兵力應戰。28日，氏治率領的小田軍在山王堂之戰敗北，小田城陷落，氏治逃往藤澤城。
永祿8年（1565年）12月，乘佐竹義昭剛去世，氏治突襲小田城，驅趕守將佐竹義廉，成功奪回根據地。然而，永祿9年（1566年）2月，上杉謙信再度出兵關東。氏治不敵上杉軍，再度敗走，小田城亦再次失陷。永祿10年（1567年）5月，氏治為對抗佐竹義重，向甲斐武田信玄求援。永祿11年（1568年），氏治通過結城晴朝，向上杉謙信降伏，並以不修復小田城城壁為條件，成功收回本據地小田城。小田氏治縱使幾度失去根據地，也能在領地内保持聲望，並得到土浦城菅谷勝貞、政貞父子爲主的家臣團，以及當地居民的支援，奪回本城小田城。

### 與佐竹義重爭戰
永祿12年（1569年）5月，佐竹義重進攻小田城。氏治出城迎擊，重創佐竹軍。11月攻打佐竹家家臣太田資正所駐守的片野城，卻遭真壁氏幹反擊而敗退。元龜元年（1570年）8月，接替父親家督之位，成爲小田氏宿敵的結城晴朝，以多賀谷重經為先鋒入侵小田領。小田軍雖然兵力較少，處於劣勢，但氏治派遣菅谷政貞率軍救援，並夜襲結城軍得手大勝，是為平塚原之戰。可是同年，谷田部城卻在佐竹家家臣多賀谷政經的攻勢下陷落。
元龜4年（1573年）元旦破曉時分，太田資正率領佐竹軍，並備下奇策，突襲小田城。小田城内前日舉行連歌會，守備鬆懈。大意的氏治因此從小田城敗退。小田氏家臣北條廣高更於此戰倒戈，投向佐竹一方。氏治隨即重整軍勢，率領5500名兵士擊敗佐竹軍，奪回小田城。2月，佐竹義重派遣下妻城主多賀谷重經攻下小田方的大島城。城主平塚周防守戰死。同月氏治夜襲佐竹軍，奪回大島城。
可是，氏治於手這坂之戰敗給佐竹義重和太田資正，敗走土浦城，隨後更敗退至藤澤城。